# Marco Casagrande
Pour les articles homonymes, voir Casagrande.
Marco Casagrande (7 mai 1971 à Turku, Finlande) est un architecte, urbaniste, artiste et professeur finlandais.

## Jeunesse
Casagrande nait dans une famille finno-italienne catholique aisée.
Il grandit à Ylitornio, en Laponie finlandaise, avant de suivre des études d'architecture à Helsinki.

## Mercenaire et écrivain
Après son service militaire, Casagrande se porte volontaire en 1993 au sein des forces de défense HVO en Bosnie Croate.
Il écrit sous le pseudonyme « Luca Moconesi » le livre controversé Mostarin tien liftarit,, traitant de ses expériences durant la guerre de Bosnie-Herzégovine.
Les événements relatés sont inspirés par les crimes de guerre commis par le personnage principal de ce récit autobiographique.
Suspecté de crimes de guerre, il se défend en présentant le livre comme une œuvre fictionnelle. La vérité concernant l'engagement de Casagrande reste incertaine.

## Architecte et artiste

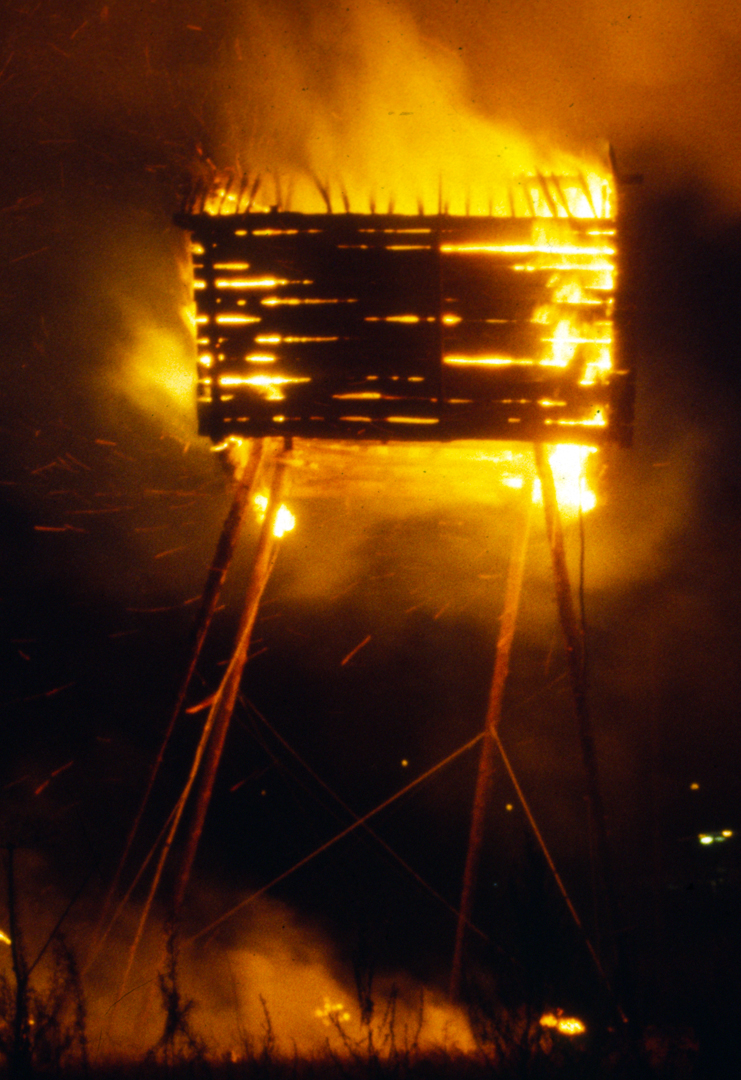
Land(e)scape, 1999

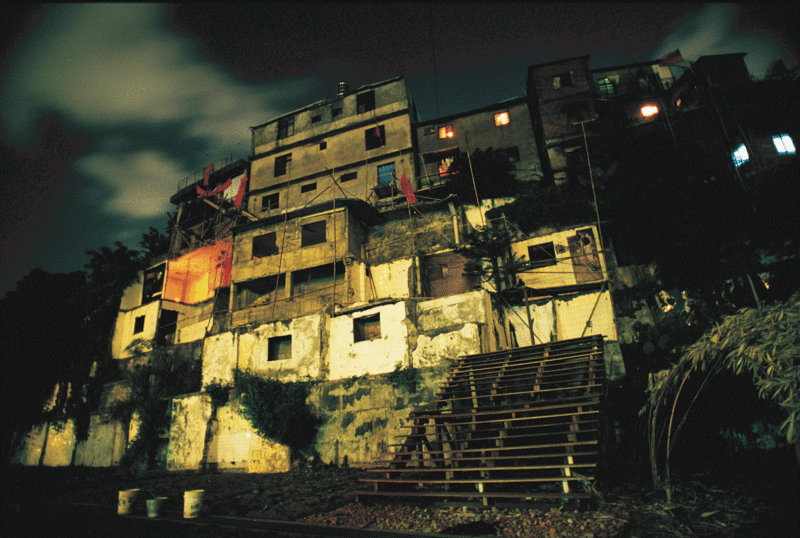
Treasure Hill, 2003

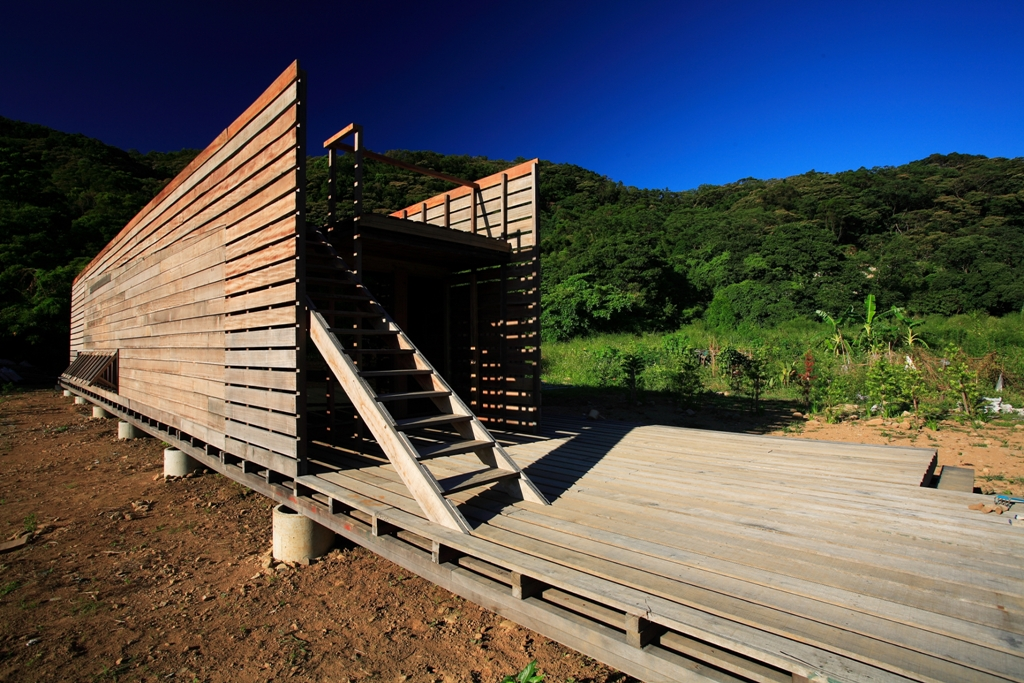
Maison Chen, 2008

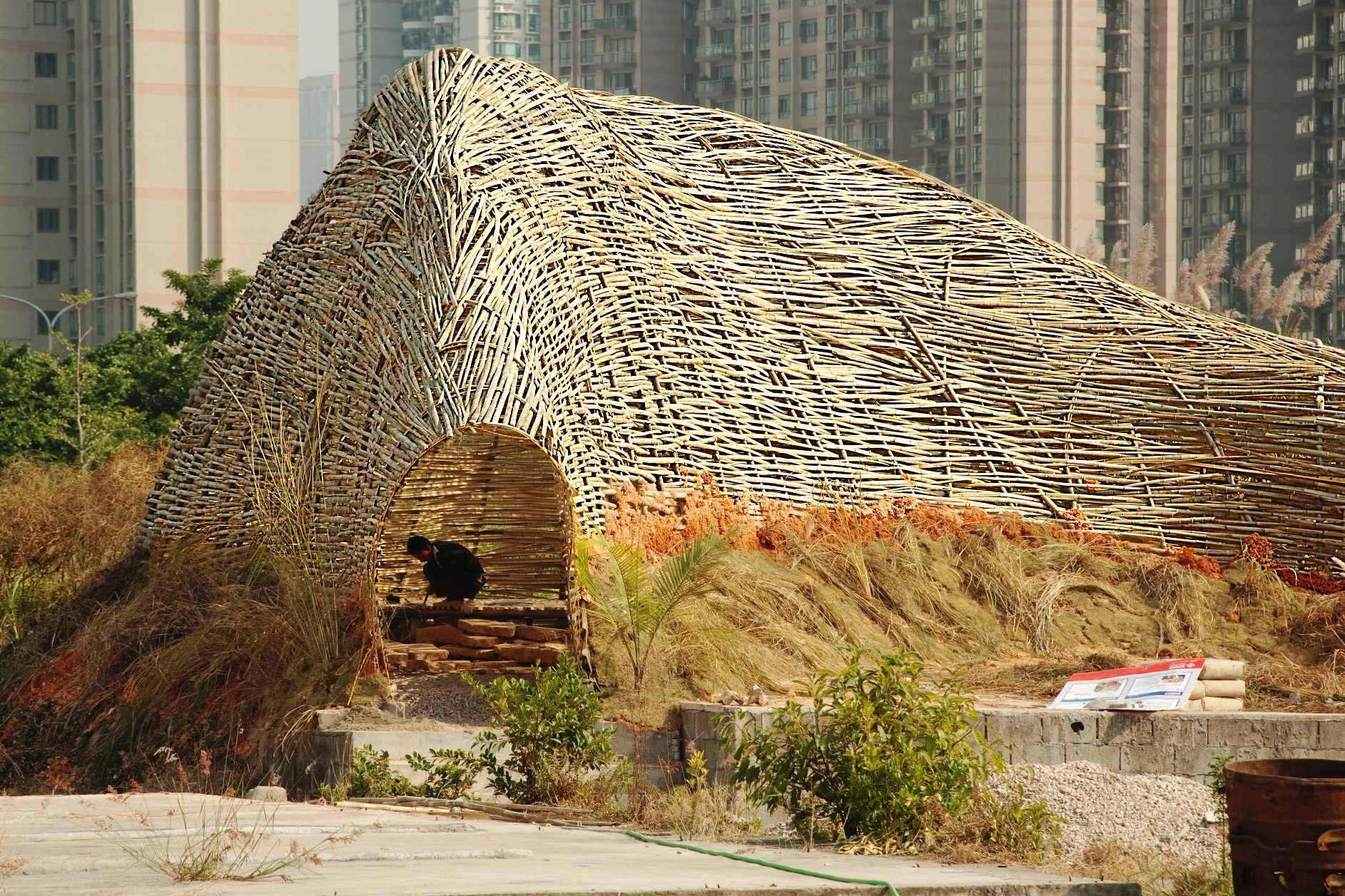
Bug Dome, 2009

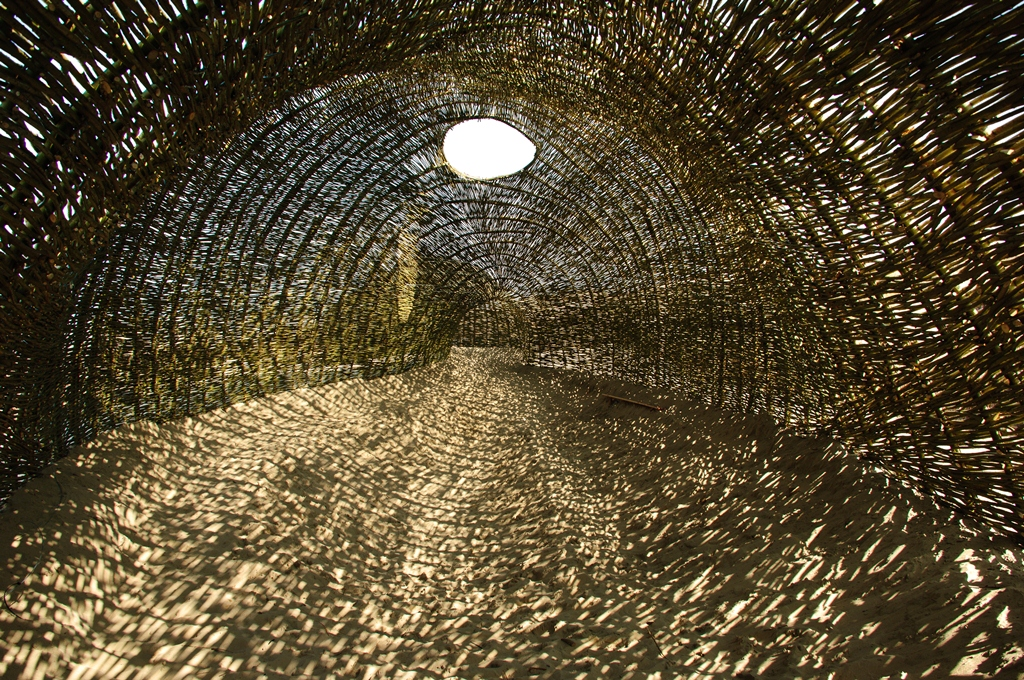
Sandworm, 2012

Dès le début de sa carrière, Marco Casagrande mêle l'architecture avec d'autres disciplines artistiques et scientifiques.
Cette approche débouche sur une série d'œuvres architecturales basées sur une conscience écologique prégnante.
Après avoir été finaliste lors de la compétition sur les architectures émergentes lancées en 1999 par le magazine anglais Architectural Review, Marco Casagrande et son partenaire du moment Sami Rintala furent invités aux Biennales de Venise en 2000. Le reporter du New York Times Herbert Muschamp choisit leur projet "60 Minute Man" comme son favori.
Le projet présenté par Casagrande et Rintala consistait en une barge abandonnée dans laquelle une forêt de chênes fut plantée dans les déchets compostés produits en 60 minutes par la ville de Venise. L'architecture engagée et déconcertante de Casagrande s'attaque aux disciplines de l'architecture, de l'urbanisme, de l'art environnemental, du cirque et de bien d'autres disciplines artistiques.
À la recherche d'une architecture subconsciente, réalité réelle et de lien entre l'homme moderne et la nature, il croit que chaque être ne doit pas être aveuglé par le stress, l'environnement économique ou l'accès virtuel à l'information et les loisirs. Ce qui est vrai a une valeur.
Casagrande fut nommé professeur d'urbanisme écologique à l'université de Tamkang, Taïwan, après le projet colline au Trésor, dans lequel Casagrande transforma un campement de fermiers urbains en un laboratoire de recherches en urbanisme écologique. L'ensemble du projet donna des réactions mitigées,.
Sa théorie sur la Ville de Troisième Génération imagine la condition post-industrielle comme une machine ruinée par la nature humaine, et les architectes comme des shamans du design interprétant ce que la vraie nature des consciences partagées leur transmet. Casagrande voit la ville comme un organisme où se chevauchent des flux d’énergies complexes qui déterminent tant le mouvement des citadins que la croissance de la ville. En mélangeant environnementalisme et urbanisme, Casagrande développe des méthodes de manipulation ponctuelle de ces flux énergétiques urbains afin de guider la ville vers un développement durable et écologique et atteindre l’idéal de « ville de 3e génération », de ville post industrielle. Cette théorie est développée à l’université Tamkang de Taiwan et au centre de recherche multidisciplinaire et indépendant Ruin Academy. Son approche expérimentale liant sciences humaines, phénoménologie et sciences de l’environnement lui vaut un Global Award for Sustainable Architecture en 2015. En 2017, il est professeur invité à l'École Nationale Supérieure d'Architecture de Versailles.
Casagrande décrit l’acuponcture urbaine comme :
La manipulation architecturale de l’intellect collectif sensuel d’une ville. La ville est vue comme un organisme énergétique multidimensionnel et sensible, un environnement vivant. L’acuponcture urbaine vise à approcher cette nature et à comprendre les flux énergétiques du qi collectif caché derrière l’image de la ville pour réagir aux endroits qui en ont besoin. L’architecture réside dans la production des aiguilles d’acuponcture pour le chi urbain. Une mauvaise herbe qui pousse dans la plus petite fissure d’asphalte peut éventuellement changer la ville. L’acuponcture urbaine est la mauvaise herbe et le point d’acuponcture est la fissure. La théorie encourage la créativité et la liberté des différents  acteurs. Chacun est capable de joindre le processus de création, est libre d’utiliser à la ville à toute finalité et de développer son environnement suivant son envie. Plus largement, un site d’acuponcture urbaine peut être perçu comme un point de communication  entre l’extérieur de la ville comme un signe naturel dans une ville programmée pour l’englober.
L'œuvre de Marco Casagrande se situe à la jonction entre l'architecture et l'art plastique. Elle témoigne d'une intersection constante avec son environnement : il n'est pas une seule de ses constructions qui ne s'interroge sur les questions posées par ce qui l'entoure. "Créer ne suffit pas. Le design ne doit pas remplacer la réalité. Le bâtiment doit évoluer à partir de son emplacement, il doit réagir à son environnement, il doit refléter la vie, mais surtout être lui-même, comme n'importe quel autre être vivant. Le contrôle architectural s'oppose à la nature et donc à l'architecture. L'environnement bâti est un médiateur entre la nature humaine et la nature elle-même."

## Principaux travaux
- Land(e)scape, installation architectonique, Casagrande & Rintala, Savonlinna Finlande 1999 
  - Trois granges abandonnées montées sur des échasses à 10 mètres de hauteur pour suivre l'exode des fermiers vers les villes du sud. Finalement, les auteurs ont mis le feu aux installations.
- 60 Minute Man, installation architectonique, Casagrande & Rintala, Biennale d'Architecture de Venice 2000
  - Une péniche abandonnée de 50 m de long dans laquelle a été planté une chênaie, au-dessus d'une quantité de déchets équivalente à celle produite par l'activité humaine en 60 minutes à Venise.
- Uunisaari Summer Theatre, architecture éphémère, Casagrande & Rintala, Helsinki, Finlande 2000.
  - Un théâtre circulaire temporaire sur l'île de Suomenlinna, aux alentours d'Helsinki. [17]
- 1000 White Flags, installation artistique environnementale, Casagrande & Rintala, Koli Finlande 2000
  - Des drapeaux blancs fait à partir de draps de lits usagés d'hôpitaux psychiatriques, et montés sur une colline reconvertie en piste de ski. Chaque drap correspond à un arbre coupé pour créer cette piste et cherche à guérir la forêt. [18]
- Quetzalcoatlus, installation, Casagrande & Rintala, Biennale de Havanna 2000
  - Une barre de fer de 300 kg insérée entre les bâtiments de deux universités par 10 km de fils de pêche.
- Bird Hangar, installation architectonique, Casagrande & Rintala, Triennal de Yokohama 2001
  - Un silo fait de barres et de cordes de chanvre relâchant des oiseaux de balsa, ceux-ci attachés à des ballons météorologiques qui transportent des graines de légumes japonais. [19]
- Installation 1:2001, installation publique, Casagrande & Rintala, Biennale de Florence 2001
  - Un mur circulaire de 15000 livres politiques, philosophiques et religieux. Les titres sont visibles de l'extérieur et le papier blanc de l'intérieur. Le projet devait initialement être installé à Cuba, où la résistance du gouvernement força le projet à s'établir en Italie. [20]
- Dallas-Kalevala, séminaire artistique, Casagrande & Rintala, Art environnemental de Déméter, Hokkaido Japon 2002 
  - Un voyage de la Finlande au Japon en voiture, collectant des photos polaroids de grand-mères, et de vieilles haches au son de la radio locale. [21]
- Chain Reactor, installation architectonique, Casagrande & Rintala, Biennale de Montreal 2002
  - Un cube de 6x6x6 mètres cubes en poutres en I et en chaîne d'acier recyclé pour former une cheminée. [22]
- Anarchist Gardener, performance d'art et d'installations, Biennale de Puerto Rico 2002
  - Une parade pour un dieu imaginaire pour arrêter le trafic de l'autoroute et construire une série de jardins zen industriels. [23]
- Floating Sauna, architecture éphémère, Casagrande & Rintala, village de Rosendhal Norvège 2002
  - Un sauna flottant transparent au bout d'un fjord, un espace public pour un village de pêcheurs.
- Redrum, installation architectonique, Casagrande & Rintala, Forum de design d'Alaska 2003
  - Un temple pour le pétrole faisant face au Gouvernement fédéral construit au milieu de Anchorage. Une structure de containers de trains pleins de pétrole, de coquilles d'huitres et une cheminée au fond du temple. [24]
- Potemkin, parc, Casagrande & Rintala, Triennal d'Art Contemporain d'Etchigo Tsumari 2003
  - Un parc d'acier de 130 m de long pour la méditation post-industrielle en pleine rizière. [25]
- Treasure Hill, restauration d'un quartier de logements, Taipei Taiwan 2003
  - Réhabilitation écologique d'un quartier de logements informels.
- Post Industrial Fleet, architecture navale, CREW*31, Biennale d'Architecture de Venise 2004
  - Stratégies de recyclage architectonique pour d'anciens cargos industriels inutilisés.
- Human Layer, acupuncture urbaine, salutations de Londres[26] - Helsinki Festival - Taipei on the Move 2004 
  - Une série de plans d'acupuncture urbaine pour les villes de Londres, Helsinki et Taipei. [27]
- Chamber of the Post-Urbanist 104, installation sur un style de vie, Musée d'Art Contemporain de Taipei 2005
  - Meubles en acier pour le style de vie de l'homme des cavernes post-urbain. [28]
- Future Pavilion, Taiwan Design Expo, exposition inter-disciplinaire d'art et d'architecture dans une ruine du Camp Militaire de Wei Wu, Kaoshioung[29],[30]
- CityZenGarden, installation, together with 3RW Architects[31], Biennale d'Architecture de Venise 2006
  - Jardin oriental minéral fait de verre recyclé provenant d'une prison de Venise. Video documentaire sur les fermiers urbains de Taiwan.[32]
- Chen House, Montagnes de Datun, Taiwan. World Architecture Award 2009
  - On peut parler de ruine quand ce que fait l'homme revient à la nature. Avec cette maison, nous cherchions à créer une ruine. [33]
- Bug Dome, WEAK! Pour la Biennale de Shenzhen et Hong Kong 2009[34]
  -  Club social non officiel pour les travailleurs illégaux ; architecture pour insectes. [35]
- Ruin Academy
- Cicada
  - Cocon de bambou au cœur du quartier industriel de la capitale, Taipei. Cicada a une forme organique, véritable oasis verte au milieu de la ville, lieu où l’on peut s’évader le temps d’un instant.[36]
- Sandworm
  - L’installation est une coquille biologique (qui pourrait faire penser de loin à un géant couché sur le côté), construite avec des branches de saule tissées en arcs de cercle de hauteurs diverses, d’une taille totale de 45 mètres de longueur et de 10 mètres de largeur pour son maximum.[37]

## Prix et récompenses
- 2013, Prix européen pour l'architecture[38]
- 2015, Global Award for Sustainable Architecture[39]